# Adixoa
Adixoa är ett släkte av fjärilar. Adixoa ingår i familjen glasvingar.
Kladogram enligt Catalogue of Life:
| Adixoa | \| \| Adixoa alterna \| \| \| \| \| \| Adixoa auricollum \| \| \| \| \| \| Adixoa soror \| \| \| \| \| \| Adixoa tomentosa \| \| \| \| |
|        | \| \| Adixoa alterna \| \| \| \| \| \| Adixoa auricollum \| \| \| \| \| \| Adixoa soror \| \| \| \| \| \| Adixoa tomentosa \| \| \| \| |
|        | Adixoa alterna |
|        | |
|        | Adixoa auricollum |
|        | |
|        | Adixoa soror |
|        | |
|        | Adixoa tomentosa |
|        | |